# Copa Polinesia
La Copa Polinesia fue una competencia de fútbol disputada por las selecciones que integran dicha región geográfica de Oceanía. La primera edición se jugó en 1994 a la par de la Copa Melanesia con el fin de servir de clasificación a la Copa de las Naciones de la OFC. Solamente se disputó dos veces más, en 1998 y 2000, en donde tanto el campeón como el subcampeón participaron en el torneo continental.
La disputaban Tahití, que ganó las tres ediciones, Islas Cook, Samoa, Samoa Americana y Tonga.

## Campeonatos
| Año          | Sede               | Campeón | Resultado | Segundo lugar | Tercer lugar | Resultado | Cuarto lugar    |
| ------------ | ------------------ | ------- | --------- | ------------- | ------------ | --------- | --------------- |
| 1994 Detalle | Samoa              | Tahití  | Lig.      | Tonga         | Samoa        | Lig.      | Samoa Americana |
| 1998 Detalle | Islas Cook         | Tahití  | Lig.      | Islas Cook    | Samoa        | Lig.      | Tonga           |
| 2000 Detalle | Polinesia Francesa | Tahití  | Lig.      | Islas Cook    | Samoa        | Lig.      | Tonga           |

## Palmarés
La siguiente lista muestra a las selecciones que han estado entre los cuatro mejores equipos en alguna edición del torneo. En cursiva, los años en que el equipo logró dicha posición como local.
| Equipo          | Campeón              | Subcampeón     | Tercer lugar         | Cuarto lugar   |
| --------------- | -------------------- | -------------- | -------------------- | -------------- |
| Tahití          | 3 (1994, 1998, 2000) |                |                      |                |
| Islas Cook      |                      | 2 (1998, 2000) |                      |                |
| Tonga           |                      | 1 (1994)       |                      | 2 (1998, 2000) |
| Samoa           |                      |                | 3 (1994, 1998, 2000) |                |
| Samoa Americana |                      |                |                      | 1 (1994)       |

## Tabla acumulada
| Equipo | Equipo          | Pts | PJ | PG | PE | PP | GF | GC | Dif | Rend  |
| ------ | --------------- | --- | -- | -- | -- | -- | -- | -- | --- | ----- |
| 1      | Tahití          | 33  | 11 | 11 | 0  | 0  | 67 | 4  | 63  | 100%  |
| 2      | Samoa           | 16  | 11 | 5  | 1  | 5  | 26 | 23 | 3   | 48,4% |
| 3      | Islas Cook      | 16  | 8  | 5  | 1  | 2  | 16 | 16 | 0   | 66,6% |
| 4      | Tonga           | 11  | 11 | 3  | 2  | 6  | 13 | 28 | -15 | 33,3% |
| 5      | Samoa Americana | 0   | 11 | 0  | 0  | 11 | 8  | 59 | -51 | 0%    |